# Asymblepharus tragbulense
Asymblepharus tragbulense är en ödleart som beskrevs av  Alcock 1898. Asymblepharus tragbulense ingår i släktet Asymblepharus och familjen skinkar. Inga underarter finns listade.